# Copa FMF (Maranhão)
De Copa FMF (voluit Copa Federação Maranhense de Futebol) is de staatsbeker voor voetbalclubs van de Braziliaanse staat Maranhão en wordt georganiseerd door de FMF. De competitie wordt meestal gespeeld in het tweede deel van het seizoen. In de beginjaren werd deze in het eerste deel van het seizoen gespeeld als aanloop naar het Campeonato Maranhense. Buiten een titel kreeg de winnaar aanvankelijk niets, dit veranderde vanaf 2008 toen de winnaar en vicekampioen zich plaatsten voor de nationale Série C.Van 2009 tot 2014 plaatste de winnaar zich voor de Copa do Brasil. Nadat de competitie vier jaar niet gespeeld werd keerde deze onder een nieuwe naam terug in 2018, sindsdien mag de winnaar deelnemen aan de nationale Série D. Vanaf 2021 mocht de winnaar ook opnieuw naar de Copa do Brasil. In 2023 werd de competitie na het terugtrekken van een aantal clubs niet gespeeld. 

## Naamswijzigingen
- 1991-2009 - Taça Cidade de São Luís
- 2010-2012 - Copa União do Maranhão
- 2013 - Copa São Luís
- 2018-???? - Copa FMF

## Winnaars
- 1991  Bacabal
- 1992 Niet gespeeld
- 1993  Moto Club
- 1994-2002 Niet gespeeld
- 2003  Moto Club
- 2004  Moto Club
- 2005 Niet gespeeld
- 2006  Maranhão
- 2007  Sampaio Corrêa
- 2008  Bacabal
- 2009  Sampaio Corrêa
- 2010  IAPE
- 2011  Sampaio Corrêa
- 2012  Sampaio Corrêa
- 2013  Sampaio Corrêa
- 2014-2017 Niet gespeeld
- 2018  Maranhão
- 2019   Juventude
- 2020 - Geannuleerd vanwege de coronapandemie
- 2021 -  Tuntum
- 2022 -  Tuntum
- 2023 Niet gespeeld